# 图扎克
图扎克（法語：Touzac，法語發音：[tuzak]）是法国洛特省的一个市镇，位于该省西南部，属于卡奥尔区。

## 地理
图扎克（44°29'50"N, 1°3'19"E）面积4.89 平方千米，位于法国奧克西塔尼大區洛特省，该省份为法国西南部内陆省份，北起顺时针与科雷兹省、康塔爾省、阿韦龙省、塔恩-加龙省、洛特-加龍省和多尔多涅省接壤。
与图扎克接壤的市镇（或旧市镇、城区）包括：迪拉韦勒、拉卡佩勒卡巴纳克、莫鲁、索蒂拉克、洛特河畔维尔。

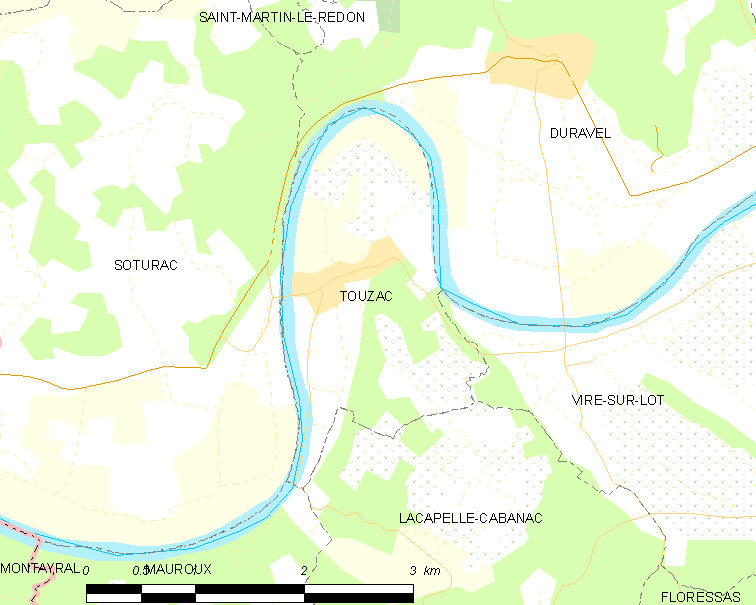
图扎克的OSM定位图

图扎克的时区为UTC+01:00、UTC+02:00（夏令时）。

## 行政
图扎克的邮政编码为46700，INSEE市镇编码为46321。

## 政治
图扎克所属的省级选区为皮莱韦克县。

## 人口

1962-2008年间图扎克人口变化图示

图扎克于2022年1月1日时的人口数量为361人。